# Scammon Bay
Scammon Bay – miasto w Stanach Zjednoczonych, w stanie Alaska, w okręgu Wade Hampton.